# Aerangis
Die Gattung Aerangis aus der Familie der Orchideen (Orchidaceae) besteht aus etwa 58 Arten. Die Pflanzen wachsen meist epiphytisch, sie kommen im tropischen Afrika, auf Madagaskar und mit einer Art bis nach Sri Lanka vor. Gelegentlich werden sie als Zierpflanzen kultiviert, sie bringen überwiegend weiß gefärbte Blüten hervor.

## Beschreibung
Die Aerangis-Arten besitzen eine monopodial wachsende, selten verzweigte Sprossachse. Diese kann gestaucht sein oder längere Internodien bilden, aufrecht oder herabhängend wachsen. Im unteren Bereich finden sich lange, von Velamen umhüllte Luftwurzeln. Die Blätter sitzen zweizeilig am Spross und sind von diesem durch ein Trenngewebe abgesetzt. Der Blattgrund umfasst den Spross so, dass dieser vollständig von den Blattbasen verhüllt wird. Sie entfalten sich conduplikat, die Mittelrippe tritt deutlich hervor. Die Form der Blätter reicht von schmal lanzettlich bis zu oval, oberhalb der Mitte am breitesten. Die Blattspitze ist eingezogen, so dass zwei ungleiche Lappen entstehen. Die Blätter sind meist dunkelgrün, gelegentlich graugrün oder mit schwarzen Flecken versehen.

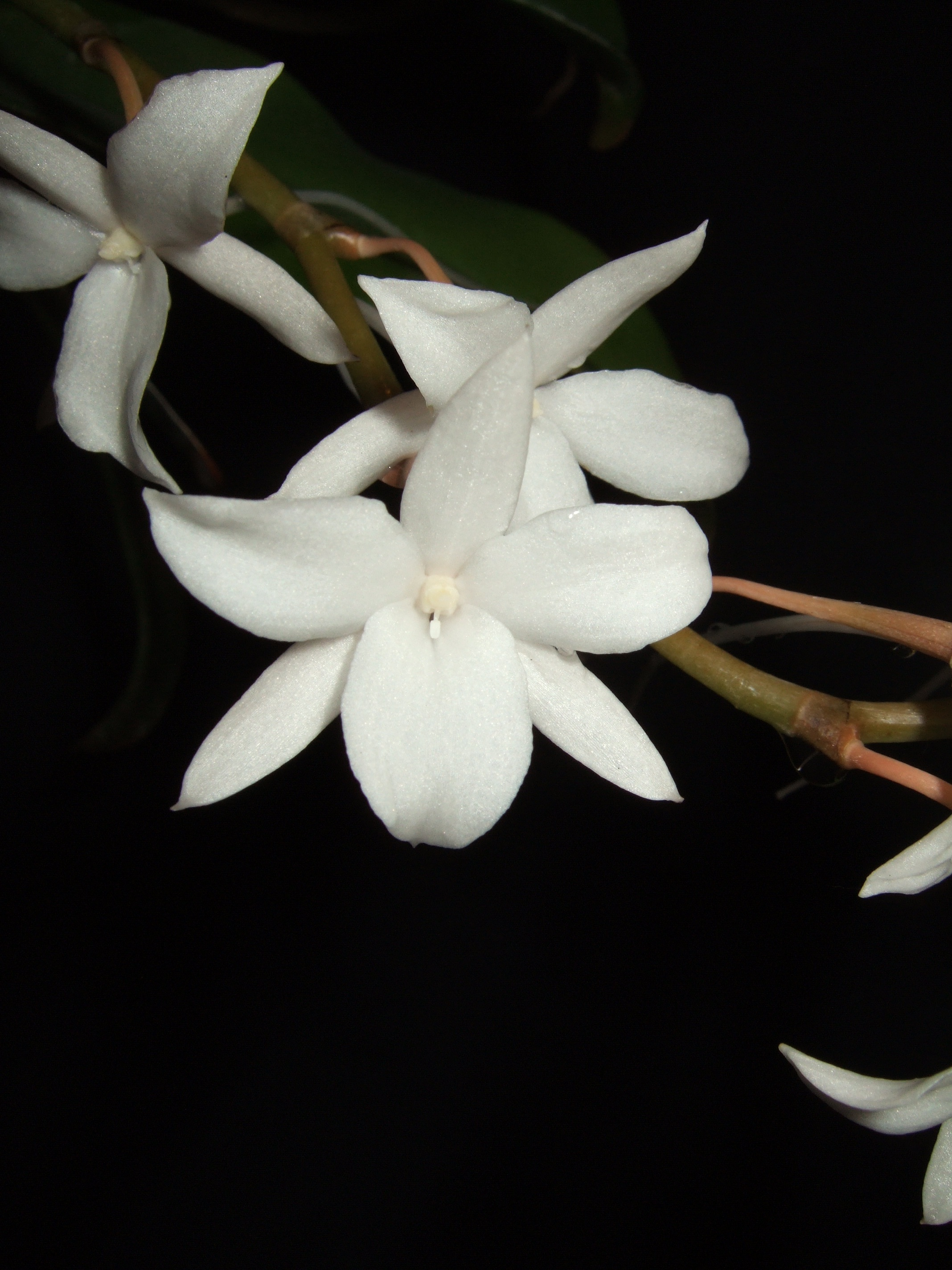
Aerangis modesta

Die resupinierten Blüten stehen selten einzeln, meist jedoch in vielblütigen, traubigen Blütenständen. Eine einzelne Pflanze kann gleichzeitig mehrere Blütenstände hervorbringen. Die Blütezeit fällt oft mit der Regenzeit zusammen. Die vorherrschende Blütenfarbe ist weiß, cremefarben, gelegentlich grünlich oder rosa-bräunlich überhaucht. Aerangis pallidiflora und Aerangis seegeri besitzen komplett hellgrün gefärbte Blüten. Die Blütenblätter sind nicht miteinander verwachsen, weit ausgebreitet bis zurückgeschlagen. Die ungelappte Lippe bildet an ihrer Basis einen Sporn. Er ist mit Nektar gefüllt und kann die restliche Blüte an Länge übertreffen. Die Säule trägt auf der Unterseite die etwas eingesenkte Narbe und am Ende das Staubblatt. Das Trenngewebe zwischen Narbe und Staubblatt (Rostellum) ist ungeteilt und stark verlängert. Es reicht nach hinten über die Narbe, bei Aerangis fastuosa bis in den Sporn hinein, bei anderen Arten ist das Rostellum nach vorne gekrümmt. Die beiden Pollinien sind über ein gemeinsames Stielchen mit einer Klebscheibe (Viscidium) verbunden.
Die Frucht ist eine zylindrische bis ovale Kapselfrucht.
Die Chromosomenzahlen betragen für verschiedene Arten 2n=42, 46, 50 oder 54.

## Verbreitung
Die Arten der Gattung Aerangis sind im tropischen Afrika mit 31 Arten verbreitet, in Madagaskar kommen 21 Arten vor, von denen fünf auch auf den Komoren und eine auf Réunion vorkommen. Aerangis hologlottis hat ein disjunktes Verbreitungsgebiet in Ostafrika und Sri Lanka.

## Systematik und botanische Geschichte

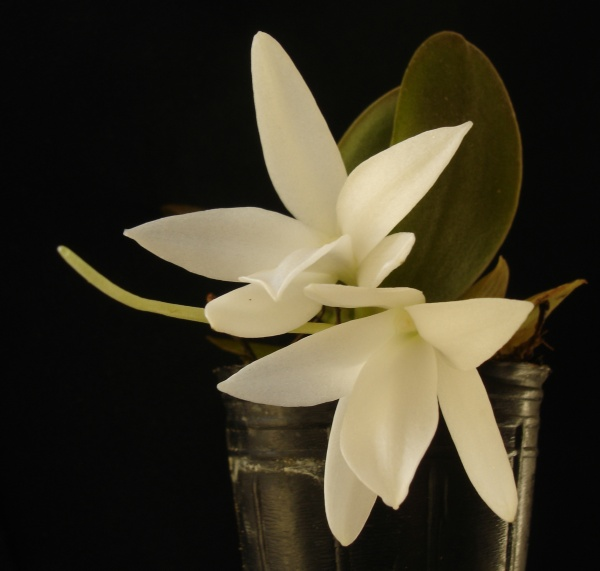
Aerangis fastuosa

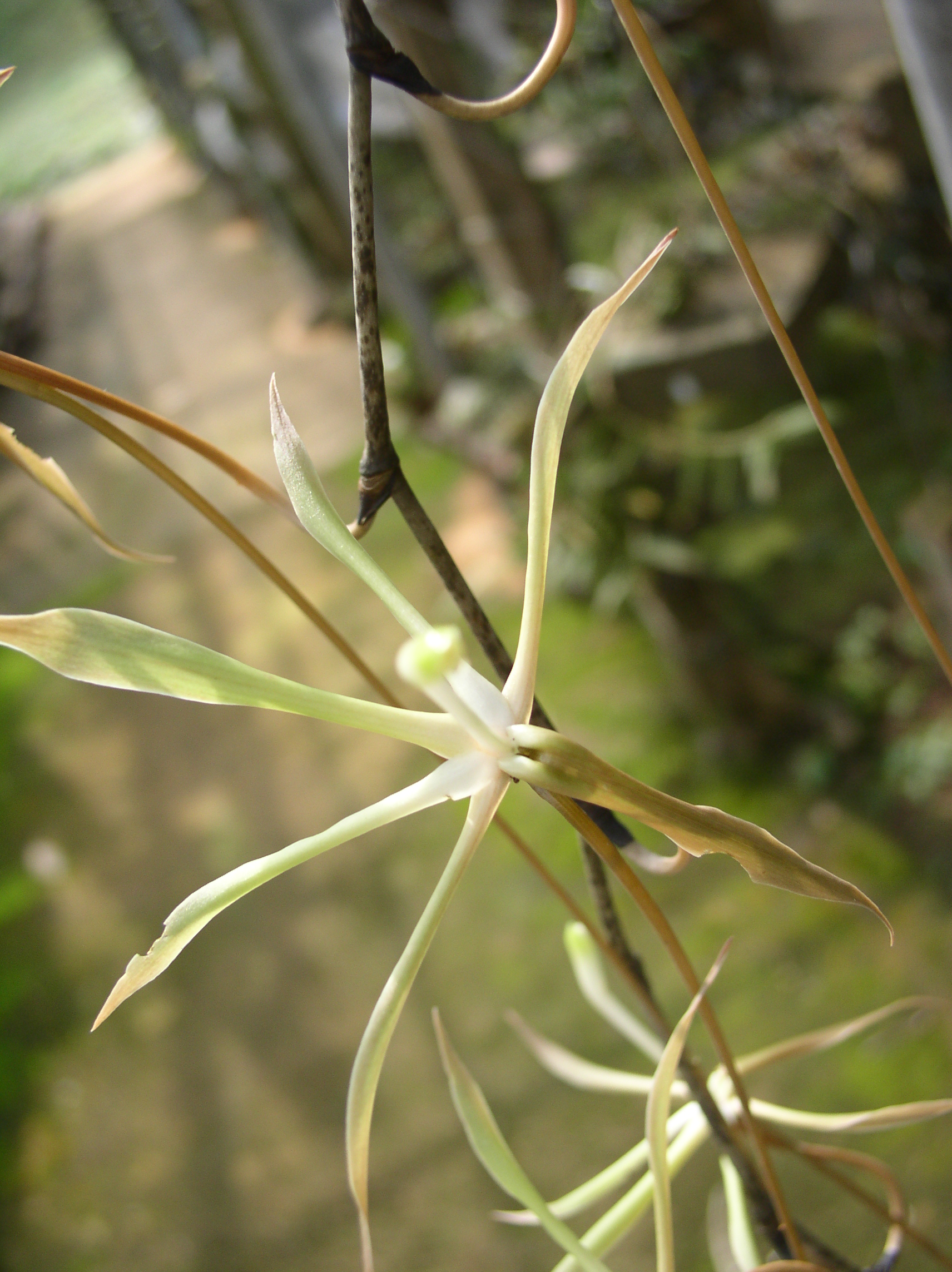
Aerangis gracillima

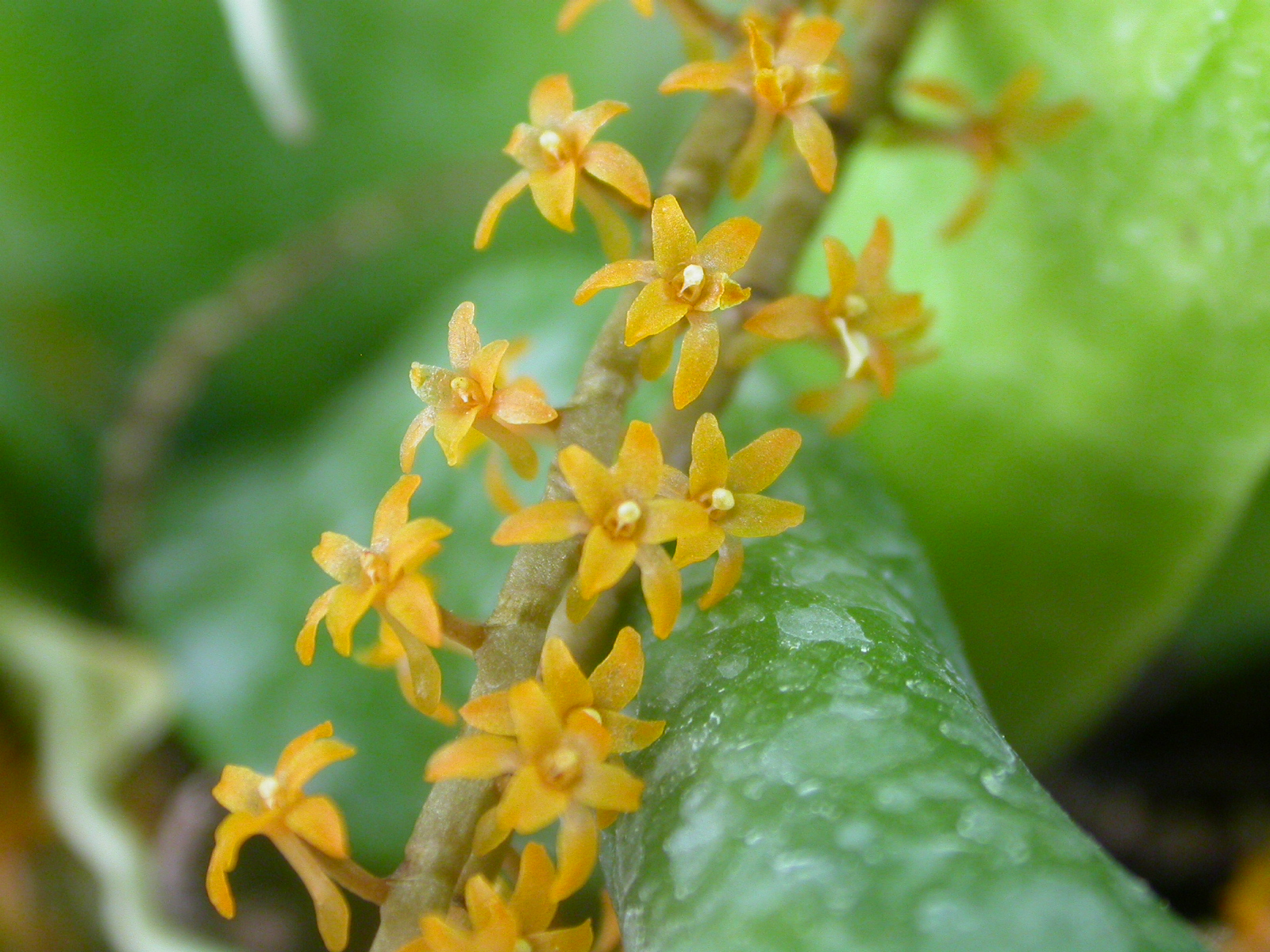
Aerangis hildebrandtii

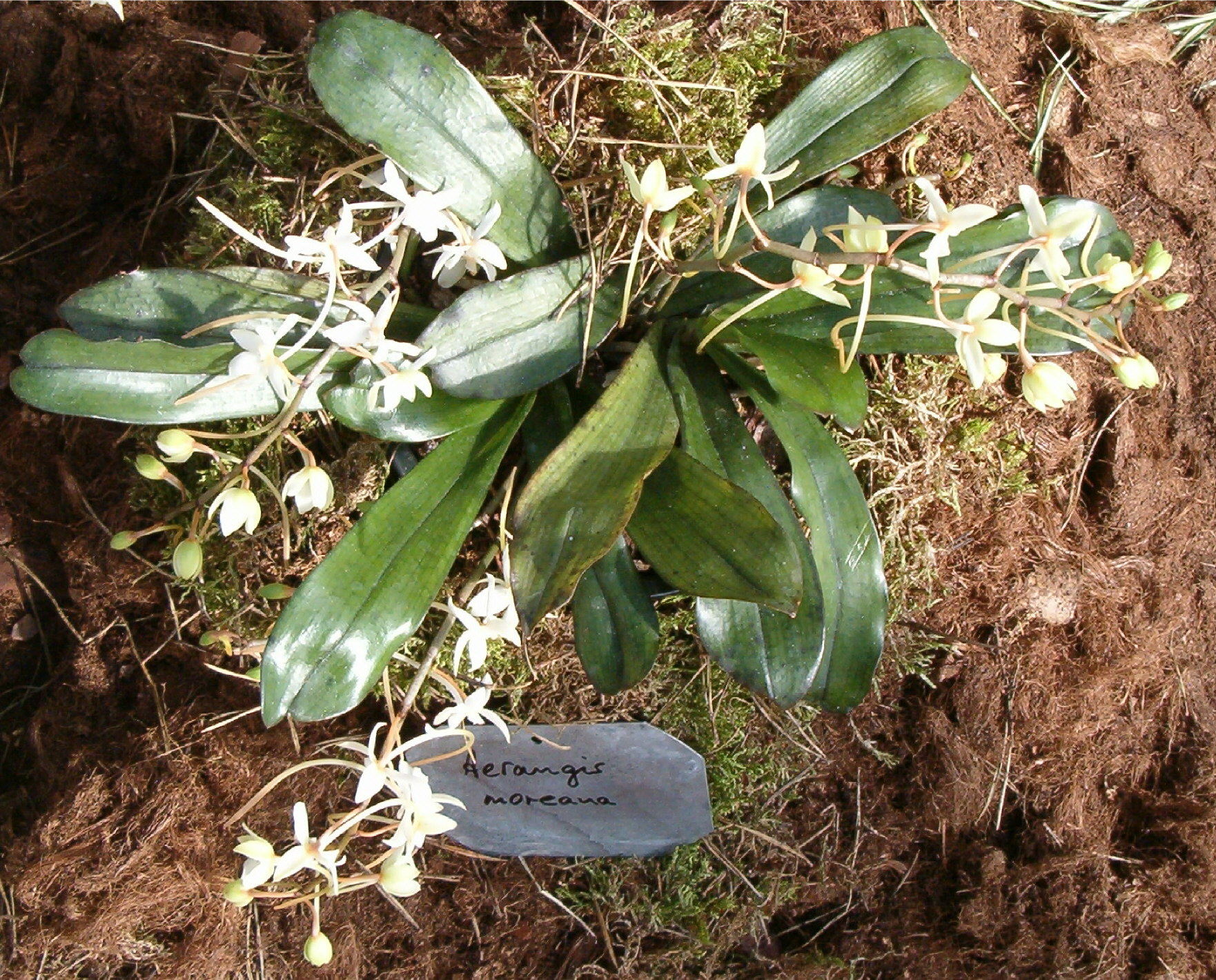
Aerangis mooreana

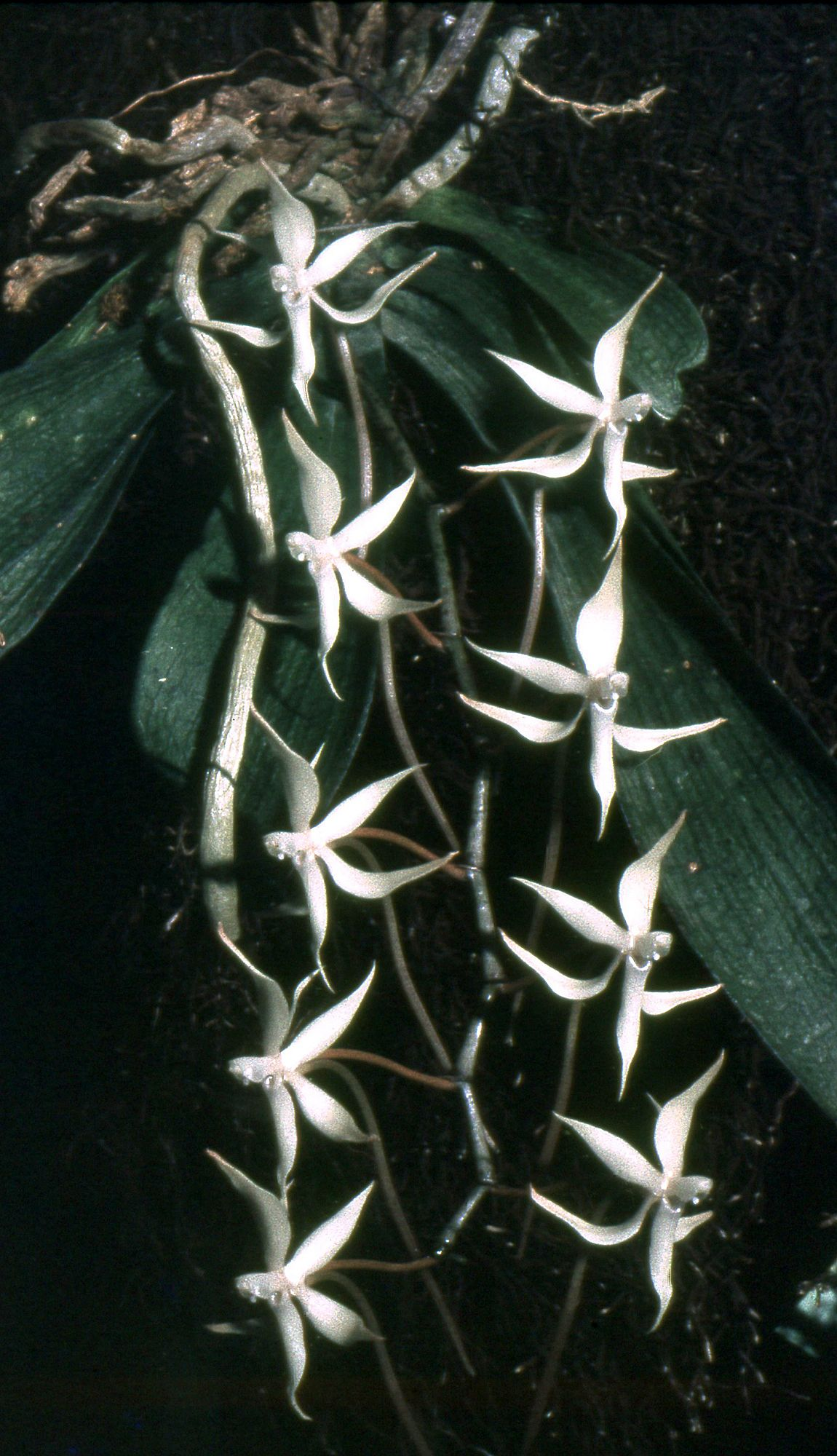
Aerangis thomsonii

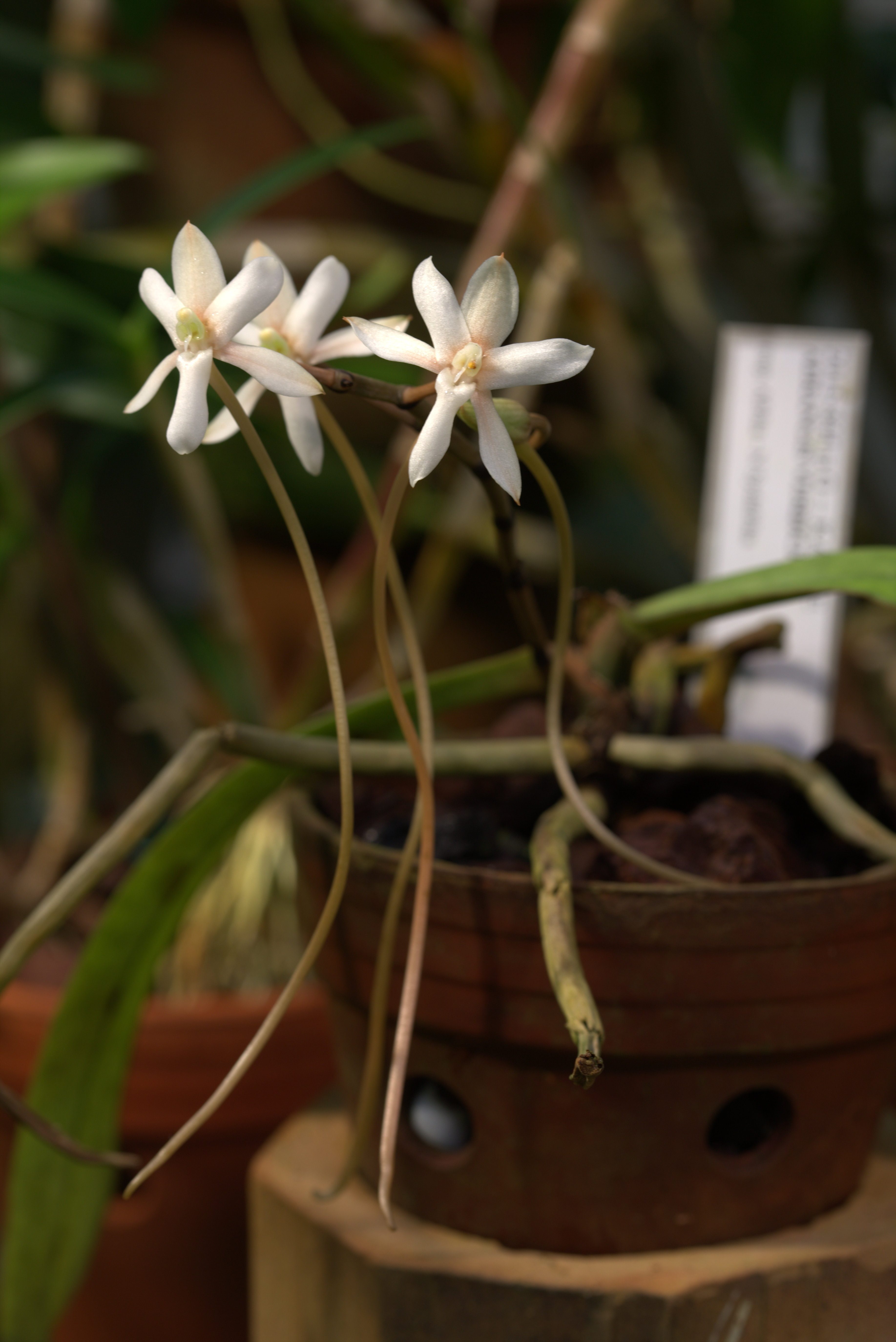
Aerangis verdickii

Die Gattung Aerangis wurde 1865 von Heinrich Gustav Reichenbach in Flora; oder, (allgemeine) botanische Zeitung Band 48, Seite 190 aufgestellt. Er bildete den Namen Aerangis aus den griechischen Wörtern aer „Luft“ und angos „Gefäß“. Die Gattung zählt zur Tribus Vandeae. Lange wurde sie mit etlichen weiteren Gattungen in eine Subtribus Aerangidinae gestellt. Neuere Arbeiten favorisieren jedoch die Zusammenlegung unter einer weit gefassten Subtribus Angraecinae. Aerangis ist paraphyletisch in Bezug auf die Gattung Microterangis, beide zusammengenommen bilden eine monophyletische Klade.
Folgende Arten werden zur Gattung Aerangis gezählt:
- Aerangis alcicornis (Rchb.f.) Garay: Tansania und Mosambik
- Aerangis appendiculata (De Wild.) Schltr.: Malawi, Simbabwe, Mosambik, Sambia
- Aerangis arachnopus (Rchb.f.) Schltr: Westlich-zentrales tropisches Afrika
- Aerangis articulata (Rchb.f.) Schltr: Nördliches und östliches Madagaskar, Komoren
- Aerangis biloba (Lindl.) Schltr.: Tropisches Westafrika bis Kamerun
- Aerangis bouarensis Chiron: Kamerun und Zentralafrikanische Republik
- Aerangis boutonii (Rchb.f.) P.J.Cribb & Carlsward: Komoren
- Aerangis brachycarpa (A.Rich.) T.Durand & Schinz: Eritrea bis südliches tropisches Afrika
- Aerangis calantha (Schltr.) Schltr.: Tropisches Westafrika bis Angola und Tansania
- Aerangis carnea  J.Stewart: Südwestliches Tansania und Malawi
- Aerangis citrata (Thouars) Schltr.: Östliches Madagaskar
- Aerangis collum-cygni Summerh.: Westlich-zentrales tropisches Afrika bis Tansania und Sambia
- Aerangis concavipetala H.Perrier: Nordwestliches Madagaskar
- Aerangis confusa J.Stewart: Kenia und nördliches Tansania
- Aerangis coriacea Summerh.; Kenia und nördliches Tansania
- Aerangis coursiana (H.Perrier) P.J.Cribb & Carlsward: Ostnordöstliches Madagaskar
- Aerangis cryptodon (Rchb.f.) Schltr: Östliches Madagaskar
- Aerangis decaryana H.Perrier: Südwestliches und südliches Madagaskar
- Aerangis distincta J.Stewart & la Croix: Malawi
- Aerangis divitiflora (Schltr.) P.J.Cribb & Carlsward: Östlich-zentrales Madagaskar
- Aerangis ellisii (B.S.Williams) Schltr.: Madagaskar
- Aerangis fastuosa (Rchb.f.) Schltr.: Madagaskar
- Aerangis flexuosa (Ridl.) Schltr.: São Tomé
- Aerangis fuscata (Rchb.f.) Schltr.: Nordöstliches und östliches Madagaskar
- Aerangis gracillima (Kraenzl.) J.C.Arends & J.Stewart: Kamerun und Gabun
- Aerangis gravenreuthii (Kraenzl.) Schltr.: Bioko, Nigeria bis Kamerun, Tansania
- Aerangis hariotiana (Kraenzl.) P.J.Cribb & Carlsward: Komoren
- Aerangis hildebrandtii (Rchb.f.) P.J.Cribb & Carlsward: Komoren
- Aerangis hologlottis (Schltr.) Schltr.: Südöstliches Kenia bis nordöstliches Tansania, Sansibar, Mosambik, Sri Lanka
- Aerangis humblotii (Rchb.f.) P.J.Cribb & Carlsward: Komoren
- Aerangis hyaloides (Rchb.f.) Schltr.: Nördliches und östlich-zentrales Madagaskar
- Aerangis jacksonii J.Stewart: Uganda
- Aerangis kirkii (Rchb.f.) Schltr.: Kenia bis nordöstliches KwaZulu-Natal
- Aerangis kotschyana (Rchb.f.) Schltr.: Tropisches Adrika bis KwaZulu-Natal
- Aerangis lacroixiae J.M.H.Shaw: Nordwestliches Madagaskar
- Aerangis luteoalba (Kraenzl.) Schltr.: Tropisches Afrika bis Äthiopien. Mit zwei Varietäten.[2]
- Aerangis macrocentra (Schltr.) Schltr.: Madagaskar
- Aerangis maireae la Croix & J.Stewart: Tansania
- Aerangis megaphylla Summerh.: Annobón
- Aerangis modesta (Hook.f.) Schltr.: Nördliches und östliches Madagaskar, Komoren
- Aerangis monantha Schltr.: Zentrales und östliches Madagaskar
- Aerangis montana J.Stewart: Südwestliches Tansania, Malawi, Sambia
- Aerangis mooreana (Rolfe ex Sander) P.J.Cribb & J.Stewart,: Nördlich-zentrales Madagaskar, Komoren
- Aerangis mystacidii (Rchb.f.) Schltr: Südwestliches Tansania bis südliches Afrika
- Aerangis oligantha  Schltr.: Südwestliches Tansania und nördliches Malawi
- Aerangis pallidiflora H.Perrier: Nördliches und östliches Madagaskar
- Aerangis pulchella (Schltr.) Schltr.: Nordöstliches Madagaskar
- Aerangis punctata J.Stewart: Zentrales Madagaskar und Réunion
- Aerangis rostellaris (Rchb.f.) H.Perrier: Nördliches und südlich-zentrales Madagaskar, Komoren
- Aerangis seegeri Senghas: Nordöstliches und östlich-zentrales Madagaskar
- Aerangis somalensis (Schltr.) Schltr.: Südwestliches Äthiopien bis Limpopo
- Aerangis spiculata (Finet) Senghas: Nördliches Madagaskar und Komoren
- Aerangis splendida J.Stewart & la Croix: Südliches Malawi und Sambia
- Aerangis stelligera Summerh.: Westlich-zentrales tropisches Afrika
- Aerangis stylosa (Rolfe) Schltr.: Madagaskar, Komoren
- Aerangis thomsonii (Rolfe) Schltr.: Südwestliches Äthiopien bis östliches tropisches ASfrika
- Aerangis ugandensis Summerh.: Östliche Demokratische Republik Kongo bis Kenia
- Aerangis verdickii (De Wild.) Schltr.: Ruanda bis südliches tropisches Afrika und Limpopo. Mit zwei Varietäten.[2]

## Weiterführendes
- Liste der Orchideengattungen